# Distrikt Vilavila
Der Distrikt Vilavila liegt in der Provinz Lampa in der Region Puno im Süden Perus. Der Distrikt wurde am 2. Mai 1854 gegründet. Er besitzt eine Fläche von 161 km². Beim Zensus 2017 wurden 1308 Einwohner gezählt. Im Jahr 1993 lag die Einwohnerzahl bei 755, im Jahr 2007 bei 2380. Sitz der Distriktverwaltung ist die 4300 m hoch gelegene Ortschaft Vilavila mit 513 Einwohnern (Stand 2017). Vilavila befindet sich 37 km nordwestlich der Provinzhauptstadt Lampa.

## Geographische Lage
Der Distrikt Vilavila liegt im Andenhochland im westlichen Norden der Provinz Lampa. Der Río Vilavila, linker Quellfluss des Río Lampa (auch Río Palca), fließt entlang der südlichen Distriktgrenze nach Osten und entwässert das Areal. Im Nordwesten erhebt sich ein kleineres bis zu 5100 m hohes Gebirgsmassiv mit den Gipfeln Zapnsalla und Llanquerani. Östlich von diesem verläuft entlang der nördlichen Distriktgrenze ein Höhenkamm, der die Wasserscheide zum weiter nördlich fließenden Río Pucará bildet.
Der Distrikt Vilavila grenzt im Westen an den Distrikt Ocuviri, im Norden und im Osten an den Distrikt Ayaviri (Provinz Melgar) sowie im Süden an den Distrikt Palca.